# Autolykos von Pitane
Autolykos von Pitane (* um 360 v. Chr. in Pitane, Aiolis; † um 290 v. Chr.) war ein griechischer Astronom und Mathematiker.
Er wirkte im späten 4. Jahrhundert v. Chr. und soll Lehrer des griechischen Philosophen Arkesilaos gewesen sein. Von seinen Werken sind heute noch zwei etwa um das Jahr 330 v. Chr. verfasste Schriften erhalten: „Über die rotierende Kugel“ (Περὶ κινουμένης σφαίρας) und „Über den Auf- und Untergang“ (Περὶ κινουμένης σφαίρας), die sich mit der Geometrie der Kugel unter astronomischen Aspekten befassen. Diese sind die ältesten erhaltenen Werke zu Mathematik und Astronomie in der griechischen Literatur.

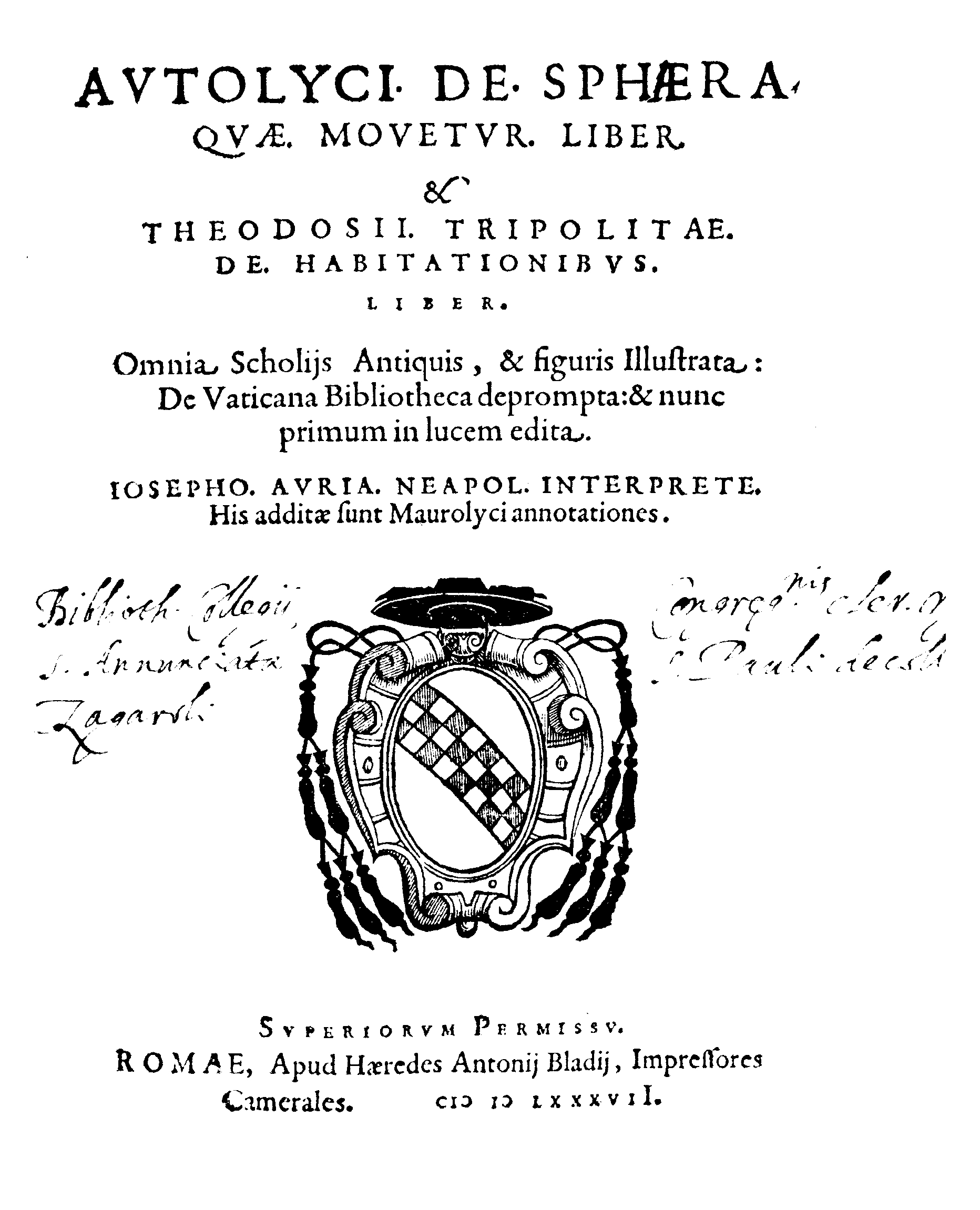

Der Mondkrater Autolycus ist nach ihm benannt.

## Schriften
- Autolycus: Rotierende Kugel und Aufgang und Untergang der Gestirne; Theodosius von Tripolis: Sphaerik, Ostwalds Klassiker, Akademische Verlagsgesellschaft, Leipzig 1931 (Übersetzung Arthur Czwalina)